# Museo Nacional de la Segunda Guerra Mundial
El Museo Nacional de la Segunda Guerra Mundial, anteriormente conocido como Museo Nacional del Día D, es un museo de historia militar ubicado en el Distrito Central de Negocios de Nueva Orleans, en Luisiana, Estados Unidos, en la calle Andrew Higgins, entre las calles Camp y Magazine. El museo se centra en la contribución de los Estados Unidos a la victoria aliada en la Segunda Guerra Mundial. Fundado en el año 2000, en 2003 fue designado por el Congreso de los Estados Unidos como el Museo Nacional de la Segunda Guerra Mundial oficial de Estados Unidos. El museo está afiliado al Instituto Smithsoniano. La declaración de la misión del museo enfatiza la experiencia estadounidense en la Segunda Guerra Mundial.

## Historia
El museo se inauguró como Museo del Día D, el 6 de junio del año 2000, coincidiendo con el quincuagésimo sexto aniversario del Día D, centrándose en la invasión anfibia de Normandía. Como los botes Higgins, vitales para las operaciones anfibias, fueron diseñados, construidos y probados en Nueva Orleans por las Industrias Higgins, la ciudad era la sede natural para tal proyecto. Además, de Nueva Orleans era el historiador y autor estadounidense Stephen Ambrose, quien había encabezado los esfuerzos para construir el museo. Ambrose también escribió el libro titulado Día D en 1994, que describe la planificación y ejecución de la Operación Neptuno, lanzada el 6 de junio de 1944. 

## Descripción del museo
Además de abrir una segunda galería en el edificio original que explora las invasiones anfibias de la Guerra del Pacífico, conocido como Pabellón Conmemorativo de Luisiana, el museo ha abierto desde entonces el Teatro de la Victoria de Salomón, el Pabellón de Restauración John E. Kushner, el Pabellón de la Libertad de los Estados Unidos: El Centro Boeing y el pabellón Campañas de Coraje. Hay además planes para construir lo que se llamará el Pabellón de la Liberación. En 2017, el museo fue clasificado en segunda posición entre los museos de los Estados Unidos y del mundo por los Premios de Elección de los Viajeros de TripAdvisor.
Dentro del gran atrio del Pabellón Conmemorativo de Luisiana, se exhiben varios aviones, incluido un Supermarine Spitfire y un Douglas C-47 Skytrain suspendidos del techo. Un LCVP, o «bote Higgins», también suele estar en exhibición en este pabellón. Las exhibiciones en este pabellón se centran en los desembarcos anfibios en el teatro europeo de la guerra y en las contribuciones del frente interno. El Pabellón Conmemorativo de Luisiana también alberga exhibiciones temporales rotativas, así como el vagón de tren inmersivo e interactivo (parte de la más grande «Dog Tag Experience» interactiva), que se inauguró en 2013. 
Esta parte del museo incluye varias galerías permanentes, incluyendo las denominadas Frente Doméstico, Planeando el Día D y Las Playas del Día D. El tercer piso del Pabellón Conmemorativo de Luisiana incluye una plataforma de observación para ver de cerca el avión colgado en exposición. 
En enero de 2013, el museo abrió el Pabellón de la Libertad de los Estados Unidos: El Centro Boeing, que es el edificio más grande del campus. La colección en el Pabellón de la Libertad de los Estados Unidos incluye un bombardero B-17E Flying Fortress, un bombardero B-25J Mitchell, un SBD-3 Dauntless, un TBF Avenger, un P-51C Mustang, Corsair F4U-4 y una experiencia submarina interactiva basada en la misión final del USS Tang.  El B-17E es el avión denominado My Gal Sal, famoso por haberse perdido en Groenlandia y recuperado 53 años después.  El Pabellón de la Libertad de los Estados Unidos se pagó con una donación de 15 millones de dólares de la Compañía Boeing y con una subvención de 20 millones del Departamento de Defensa de los Estados Unidos con la aprobación del Congreso.
En diciembre de 2014, el museo abrió la parte del Camino a Berlín del pabellón Campañas de Coraje, centrándose en el teatro de guerra europeo. Un Messerschmitt Bf 109 cuelga en el edificio. La parte de Camino a Tokio de este mismo pabellón, que se centra en la guerra del Pacífico, se inauguró en 2015. Todo el pabellón, incluidas las dos galerías, mide 2973 metros cuadrados.
En junio de 2017, se inauguró una nueva exhibición, El Arsenal de la Democracia, en el Pabellón Conmemorativo de Luisiana, que trata la experiencia en el Frente Interior.
El museo también tiene planes de abrir para 2020 lo que se llamará el Pabellón de la Liberación. Su objetivo sería explorar las «alegrías, los costos y el significado de la liberación y la libertad», así como también cómo nos afecta hoy el legado de la Segunda Guerra Mundial.
El Museo está abierto todos los días de 9:00 am a 5:00 pm. Se recomienda a los visitantes del museo que asignen aproximadamente entre dos horas y media y tres horas para recorrer el museo. Una galardonada película 4-D, Más allá de todos los límites, se muestra en el Teatro de la Victoria de Salomón y ofrece al visitante una visión general de la guerra en todos los frentes. Otras pantallas multimedia están integradas en la mayoría de las exposiciones del museo, en particular, las docenas de historias orales en vídeo realizadas con veteranos de la guerra por el personal del museo. Actualmente, el museo alberga dos restaurantes, El Sector Americano y Tienda de Soda.
El museo patrocina un club de juegos de guerra y celebra una convención de juegos de guerra cada año llamada «El Calor de la Batalla».
El museo también alberga un torneo de preguntas y respuestas con temática de la Segunda Guerra Mundial, que se televisa en Cox 4 Nueva Orleans. 

## Relación con Nueva Orleans

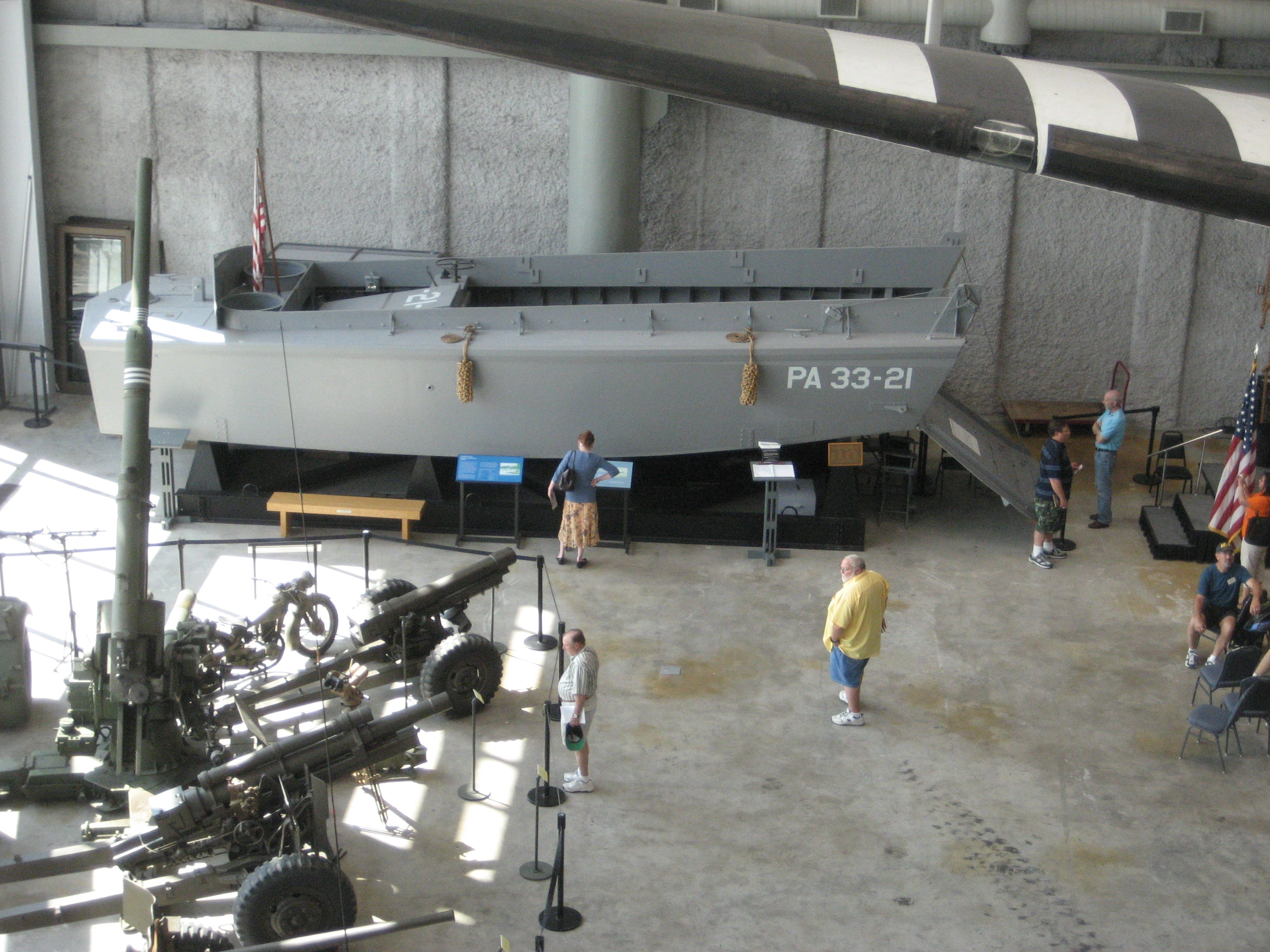
Artillería y un «bote Higgins» en exhibición en el vestíbulo del museo.

El museo cerró durante tres meses después de que el huracán Katrina devastara Nueva Orleans el 29 de agosto de 2005, reabriendo el 3 de diciembre de ese mismo año. Una pancarta del museo promovió la reapertura proclamando «Hemos regresado», una frase que el general Douglas MacArthur hizo famosa con respecto a su eventual regreso a Filipinas en 1944. 
Desde el año 2015, el museo se encuentra en medio de una campaña de expansión de capital de 400 millones de dólares llamada El camino a la victoria: Una visión para las generaciones futuras. La expansión ha dado como resultado un aumento significativo de visitas. El Teatro de la Victoria de Salomón, la cantina Puerta del Escenario y el restaurante Sector Americano abrieron en noviembre de 2009. El Pabellón de Restauración John E. Kushner se inauguró en junio de 2011. El Pabellón de la Libertad de Estados Unidos: El Centro Boeing se abrió al público en 2013, seguido de la apertura de la primera fase del Pabellón Campañas de Coraje en 2014. La segunda fase del pabellón Campañas de Coraje, Camino a Tokio, se inauguró en 2015. El proyecto final de la expansión será el Pabellón de la Liberación. Inicialmente, la fecha prevista para la finalización del proyecto de expansión era 2015, pero aún no se ha avanzado en el pabellón final. 
Las visitas al museo continúan creciendo, con 406 251 en 2010, habiendo crecido a casi 700 000 en el año fiscal 2016.

## Galería
|                |
| Tanque Sherman |

|                                     |
| Máquina Enigma expuesta en el museo |

|                                  |
| Mira Norden expuesta en el museo |

|                                          |
| Bote Higgins (LCVP) expuesto en el museo |

|                                                                                                |
| El Pabellón Conmemorativo de Luisiana tal como se ve desde la calle Camp en Andrew Higgins Dr. |

|                                              |
| Entrada del Teatro de la Victoria de Salomón |

|                                   |
| Refugio antiaéreo frente al museo |

|                                                   |
| Porción del Muro Atlántico en el campus del museo |

|                                |
| Obús M101 expuesto en el museo |

|                             |
| Obús de carga de 75 mm M1A1 |

|                                |
| Cañón antitanque Tipo 94 37 mm |

|                                           |
| Open Sedán 1934 con camuflaje de invierno |

### Aviones
|               |
| Caza Spitfire |

|                      |
| Bombardero Dauntless |

|                      |
| Curtiss P-40 Warhawk |

|                    |
| Vought F4U Corsair |

|                                        |
| Un C-47 expuesto en el atrio del museo |

|                  |
| Detalle del C-47 |

|                                                                            |
| B-17 en el Pabellón de la Libertad de los Estados Unidos: El Centro Boeing |